# Мелекеок

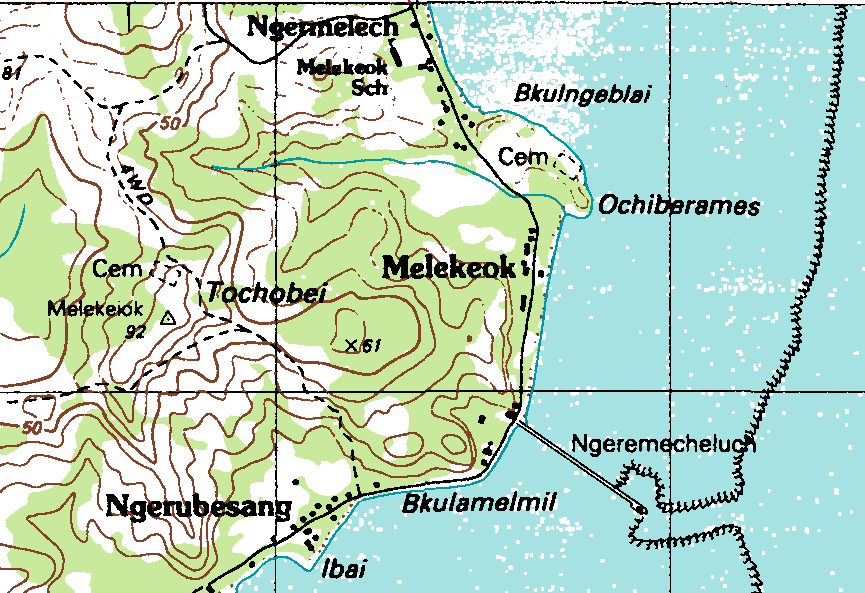
Околиці Мелекеока на топографічній карті

Мелекеок (пал. Melekeok) — штат у Палау, де розташована з 7 жовтня 2006 року столиця Нгерулмуд. Знаходиться на східному узбережжі острова Бабелтуап. 
У штаті Мелекеок знаходиться найбільше в Мікронезії прісноводне озеро  Нгардок з невеликою популяцією гребенястих крокодилів. Біля узбережжя штату мешкають рідкісні види акул, взяті урядом під охорону. Незаймана дика природа та піщані пляжі є хорошим стимулом для розвитку туризму.
Населення штату за даними останнього перепису (2005) становило 391 чол. З них в містечку Мелекеок проживало 271 чол. У штаті також знаходяться села Ертонг, Нгебурх, Нгеремехелух, Нгермелех, Нгерубесанг, Нгерулінг. Мешканці займаються сільським господарством, рибальством, туристичним бізнесом.
| Палау | Це незавершена стаття з географії Палау. Ви можете допомогти проєкту, виправивши або дописавши її. |